# Robert Brydges Addison
Robert Brydges Addison (* 16. August 1854 in Dorchester; † 8. Juli 1920 in Cranbrook) war ein britischer Komponist und Musikpädagoge.

## Leben und Werk
Robert Brydges Addison studierte bei George Alexander Macfarren an der Royal Academy of Music in London.
Von 1882 bis 1892 wirkte er als Professor für Harmonielehre und Komposition an der Royal Academy of Music. Ab 1892 wirkte er als Gesanglehrer und Chorleiter am Trinity College in London.
Als Komponist schrieb er Orchesterstücke, Kirchenmusik und mehrere Lieder.